# Combretum louisii
Combretum louisii är en tvåhjärtbladig växtart som beskrevs av Liben. Combretum louisii ingår i släktet Combretum och familjen Combretaceae. Inga underarter finns listade i Catalogue of Life.